# 1751 au théâtre
| Années du théâtre : 1748 - 1749 - 1750 - 1751 - 1752 - 1753 - 1754    |
| Décennies du théâtre : 1720 - 1730 - 1740 - 1750 - 1760 - 1770 - 1780 |

## Événements
- 6 février : André-Guillaume Contant d'Orville est pourvu par brevet royal du privilège des spectacles à Versailles ; un terrain compris entre la place d'Armes, la Petite Écurie et l'avenue de Sceaux lui est concédé pour y construire un théâtre[1] ; en avril-juin, sa troupe est à Dijon et y joue Le Tartuffe de Molière, Le Français à Londres et un ballet Les Savoyards[2]. De retour à Versailles, alors que commencent les travaux de construction de la nouvelle salle, il fait jouer des pièces dans une salle rue d'Anjou ; le 23 décembre il y fait représenter un divertissement, Heureux événement ou le Bienvenu, écrit par Armand et Derozée pour la naissance du duc de Bourgogne, fils du dauphin Louis de France, qui mourra en bas âge.
- Première édition de l'almanach théâtral Les Spectacles de Paris
- Réouverture du Théâtre national de l'Opéra-Comique à Paris.

## Pièces de théâtre publiées

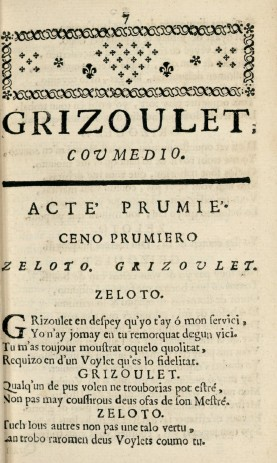
Début de Grizoulet.

- Pierre Rousset, curé de Sarlat, Grizoulet, lou joloux otropat et los omours de Floridor et Olimpo, de Rosilas, et d'Omelito, et de Grizoules et lo Morgui. Coumedio, comédie en langue d'oc (En ligne sur Rosalis, bibliothèque numérique de la Bibliothèque municipale de Toulouse).

## Pièces de théâtre représentées
- 3 juin : Zarès, tragédie de Charles Palissot, Paris, Comédie-Française.
- 6 octobre : Le Valet maître d'Alexandre-Guillaume de Moissy, Paris, Théâtre de la rue des Fossés Saint-Germain.
- Il teatro comico de Goldoni, Turin.
- Il Moliere, comédie en cinq actes et en vers de Goldoni, Turin ; la pièce est publiée la même année[3].

## Naissances
- 23 janvier : Jakob Lenz, dramaturge allemand, l'un des principaux représentants du mouvement littéraire Sturm und Drang, mort le 4 juin 1792.
- 23 février : Philippe-Aristide-Louis-Pierre Plancher, dit Plancher Valcour, comédien, dramaturge et directeur de théâtre français, mort le 28 février 1815.
- 1er mai : Judith Sargent Murray, écrivaine et essayiste américaine, auteure de 3 pièces de théâtre, morte le 9 juin 1820
- 30 octobre : Richard Brinsley Sheridan, dramaturge irlandais, mort le 7 juillet 1816.
- 13 novembre : Luciano Francisco Comella, dramaturge espagnol, mort le 31 décembre 1812.
- 1er décembre : Johan Henric Kellgren, poète, critique littéraire et dramaturge suédois, mort le 20 avril 1795.
- 4 décembre : Giovanni Pindemonte, auteur dramatique italien, mort le 23 janvier 1812.

## Décès
- 20 février : Joseph de Pestels, militaire français et directeur de théâtre, né vers 1675.
- 25 octobre : Namiki Sōsuke, dramaturge japonais, auteur de pièces kabuki et bunraku (théâtre de marionnettes), né en 1695.
- octobre : Jean-Baptiste Massip, poète, dramaturge et librettiste français, né en 1676.
- 30 novembre : Nicolas Boindin, auteur dramatique français, né le 29 mai 1676.